# Patricia Yurena Rodríguez
Patricia Yurena Rodríguez Alonso (sinh ngày 6 tháng 3 năm 1990 tại Tenerife, quần đảo Canary, Tây Ban Nha) là một hoa hậu và người mẫu của Tây Ban Nha. Cô là Hoa hậu Tây Ban Nha 2008 và Hoa hậu Hoàn vũ Tây Ban Nha 2013.
Vào ngày 1 tháng 3 năm 2008, Patricia đăng quang danh hiệu Hoa hậu Tây Ban Nha 2008. Với chiến thắng này, cô nghiễm nhiên trở thành người đại diện cho Tây Ban Nha tại các cuộc thi sắc đẹp lớn trên thế giới và Tổ chức quyết định gửi cô tham gia Hoa hậu Hoàn vũ 2008. Tuy nhiên điều lệ của cuộc thi Hoa hậu Hoàn vũ là các thí sinh phải từ 18 tuổi trở lên (tính trước ngày 1 tháng 2) nên Patricia đành nhường cơ hội cho Claudia Moro, Á hậu 1 của cuộc thi Hoa hậu Tây Ban Nha tham dự Hoa hậu Hoàn vũ 2008. Claudia Moro đã lọt vào Top 10 người đẹp nhất (xếp thứ 7 chung cuộc) tại Việt Nam. Dayana Mendoza đến từ Venezuela giành chiến thắng năm đó.
Patricia lên đường tham dự cuộc thi Hoa hậu Thế giới 2008 diễn ra tại Nam Phi. Tại cuộc thi này, cô cũng rất thành công khi lọt vào Top 15 người đẹp nhất chung cuộc. Chiến thắng của cuộc thi thuộc về Ksenia Sukhinova, đến từ nước Nga. Có thể nói năm 2008 là năm đại thành công của Top 3 Hoa hậu Tây Ban Nha bởi còn có Á hậu 2 Alejandra Andreu xuất sắc đăng quang Hoa hậu Quốc tế 2008 ở Ma Cao.
Sau đó 5 năm, cô lại chiến thắng Hoa hậu Hoàn vũ Tây Ban Nha và lần này cô đại diện Tây Ban Nha tại Hoa hậu Hoàn vũ 2013. Ở cuộc thi này dù được đánh giá là ứng viên sáng giá nhất cho ngôi vị, càn quét các bảng xếp hạng nhưng cuối cùng cô dừng chân ở vị trí Á hậu 1. Hoa hậu Venezuela chiến thắng năm này.